# نوين ناك لون
نُوْيِن نَاكْ لًوًنْ (بالفيتنامية:Nguyễn Ngọc Loan) (بالإنجليزية:Nguyen Ngoc Loan)، (مواليد 11 ديسمبر 1930 - الوفاة 14 يوليو سنة 1998)، كان جنرالاً للشرطة الوطنية في فيتنام الجنوبية، وبعد سقوط سايغون أنتقل إلى الولايات المتحدة الأمريكية، وتوفي في ولاية فيرجينيا ودفن فيها.

## الحادثة الشهيرة
في اليوم الأول من فبراير سنة 1968، وبالتحديد في سايغون عاصمة فيتنام الجنوبية في ذلك الوقت، قبض نوين على أسيراً من فيت كونغ وهو جندي تابع لـفيتنام الشمالية المطبقة للنظام الشيوعي وهو فان ليم نغوين، فأجهز عليه بالمسدس، وقام بإطلاق النار علانية أمام كاميرا التسجيل، ونجح المصور إدي آدامز في التقاط الصورة قبل مقتل الأسير وهو يجهز على رأسه بالمسدس، وذلك قبل أن يوقع قتيلاً.

## وصلات خارجية
- The exact location of this event happened on the west section of "Lý Thái Tổ" street, right in the center of this satellite map, and looking East as shown in the execution picture.
- VNAF The South Vietnamese Air Force - Không Quân Việt Nam Cộng Hòa
- Voice autobiography of execution by Photographer Eddie Adams
- Republic of Vietnam Armed Forces Reunion 2003